# Combretum paraguariense
Combretum paraguariense là một loài thực vật có hoa trong họ Trâm bầu. Loài này được (Eichler) Stace mô tả khoa học đầu tiên năm 2007.